# Dvakrát sedm pohádek
Dvakrát sedm pohádek je jednou z pěti knih sbírky básní a pohádek Špalíček veršů a pohádek (1960) českého spisovatele Františka Hrubína. Jedná se o knihu veršovaných pohádek, která byla poprvé samostatně vydána v roce 1958 Státním nakladatelstvím dětské knihy, některé pohádky však byly vydány již v roce 1946 ve sbírce Říkejte si pohádku. Součástí knihy jsou ilustrace uznávaného českého tvůrce loutkových filmů a ilustrátora Jiřího Trnky. Jeho kresby přirozeně doplňují text a pomáhají dětem lépe si představit svět pohádek. Kniha je určena pro děti, od těch nejmenších až po mládež.

## Obsah
Kniha obsahuje verše, které jsou svým hravým obsahem i rýmováním snadno zapamatovatelné. Námětem těchto veršů je 14 známých i méně známých pohádek: První pohádka; Perníková chaloupka; Červená karkulka; Smolíček a jeskyňky; Paleček a jeho kamarádi; O nezvedených kůzlatech; Malá pohádka o řepě; Kuřátko a obilí; Otesánek; Dědečkův koblížek; Pohádka o chytrém Budulínkovi; O Palečkovi, který vyrostl; Začarovaný les; Pohádka o veliké řepě. Kromě toho, že se děti libozvučně veršovanými pohádkami baví, jim texty také pomáhají rozvíjet jazykové dovednosti a paměť.

## Okolnosti vydání
Jádro pohádek vznikalo v letech 1943 až 1946. V roce 1946 vydal Hrubín sbírku Říkejte si pohádku, která obsahovala deset textů. Tyto pohádky autor později rozšířil a v roce 1958 vydal jako Dvakrát sedm pohádek. V roce 1960 byla kniha zařazen do souboru Špalíček veršů a pohádek. Mnohé pohádky současně vycházely i samostatně.

## Přijetí díla
Kniha, ve které je zastoupena Hrubínova originalita, působivost a notoricky známý osobitý styl jemného lyrického jazyka, je považována za klasiku české literatury pro děti. Zdeněk Karel Slabý ve zhodnocení Hrubínova díla sbírku popsal jako „rekapitulaci prvního údobí veršované pohádkové tvorby“. Hrubínovi nešlo o pouhé veršované zpracování folklorních motivů, pohádkám dodal vlídnost a odstranil z nich krvavé a drsné scény (strčení ježibaby do pece, prokopnutí Otesánkova břicha motykou atd.). Místo toho vytvářel epiku radosti, chytrých dětí a humanismu.
V pohádkách „O veliké řepě“ a „O palečkovi“ využil Hrubín architektonickou dyádu, která je jinak typická především pro jeho tvorbu pro dospělé.
“Dvakrát sedm pohádek” je nejen zdrojem zábavy, ale také výukovým nástrojem, který může pomoci dětem v jejich vývoji. A pro mnoho dospělých je to také cesta zpět do dětství, kdy si tyto pohádky užívali sami. Web Maminkoutek.cz uvádí : „Kniha obsahuje pěkné veršované pohádky, které jsou zároveň i krásnou básničkou a dobře se dětem učí.“ Protože se jedná o knihu, která spatřila světlo světa již v několika vydáních, srovnává autorka i tento parametr: „První knihu s názvem Dvakrát sedm pohádek vydal dnešní Albatros, nejnovější (z roku 2015) vyšla pod nakladatelstvím Studio Trnka. Je proto na místě otázka, jestli vše zůstalo stejné. A k tomu můžu říct jediné – ano.“ Závěrem autorka oceňuje vzdělávací možnosti, které kniha skýtá: „Knížka Dvakrát sedm pohádek by měla být povinnou výbavou každého rodiče. Pohádky jsou krátké, chytlavé a vhodné i pro malé děti. Určitě ale potěší také starší. Děti se na básničkách mohou hodně naučit – nejen že cvičí paměť, když se je snaží opakovat, ale také se dozví něco nového. K některým pohádkám vznikly i různé doplňkové aktivity (např. ukazování, sbírání balónku apod.).“
Jaroslav Toman v doslovu ke knize Špalíček veršů a pohádek, jehož součástí je svazek „Dvakrát sedm pohádek“, uvádí, že Hrubín „v dětské poezii navázal na svého význačného předchůdce J. V. Sládka“. Hrubín stejně jako Sládek vychází z lidové slovesnosti především z dětského folklóru. Zaměřuje se zejména na říkadla, které považuje za „prabásně“ pro děti. Texty formuloval formou dětské promluvy s epickým jádrem. Cílem byla jednoduchost bezprostřednost a hravost projevu. Jeho říkanky, hádanky, rozpočitadla a písničky pomáhaly uvádět dychtivé dětské poznávání skutečnosti v řád, podporovaly radost dítěte z rytmu a melodie, kultivovaly jeho jazykové schopnosti i zlepšovaly jeho orientaci ve „velkém“ světě.
Se svou tvorbou pro děti začal Hrubín za druhé světové války a nacistické okupace. Při psaní utíkal do vzpomínek na šťastné dětství. Dále čerpal ze svých otcovských zkušeností. Hrubín působil jako knihovník, poté jako redaktor dětských časopisů Mateřídouška a Malý čtenář. Právě tato dvě povolání ho přivedla k psaní dětské poezie. Rozdělil svou tvorbu na tři skupiny. První skupina obsahuje verše, které vznikly na přání dětí anebo z okouzlení nad dětským světem. Do druhé Hrubín zařadil výchovné prvky. Ve třetí a poslední skupině jsou texty, které vytvořil na motivy děl známých dětských malířů jako jsou Josef Čapek, Josef Lada, Josef Mánes, Adolf Zábranský a jiní. Toman v doslovu také ocenil, že „pro své nadčasové hodnoty“ dokáže Hrubín zaujmout i dítě moderní doby. Dále uvedl, že ze sblížení s světem dětství se Hrubín vyznal následovně: „Básník stojí ve službách toho, komu jsou verše určeny – ve službách dítěte. Z jeho nitra z jeho světa a jeho jazykem.“ Spojením dvou českých velikánů Františka Hrubína a Jiřího Trnky vznikla kniha nezávislá na čase. Četnost dětských ilustrací přispěla ke čtenářské oblibě. Dílo bylo poslední spoluprací mezi Jiřím Trnkou a Františkem Hrubínem.